# 基耶梅里
基耶梅里是拉脱维亚尤爾馬拉市的街区，距离里加44 km（27 mi），以泥浴治疗和豪华酒店而闻名。从1928年到1959年，基耶梅里是一个独立的城市。目前为止该区大约有2,200名居民住在那里，为振兴旅游业，该区的主要酒店正在重建中。